# Ali Sáfi
Ali Huszejn Sáfi, arabul: عَلِيّ حُسَيْن شَافِي (1908. április 10. – ?) egyiptomi labdarúgó, fedezet, olimpikon.

## Pályafutása
A Zamálek labdarúgója volt. Az egyiptomi válogatott tagjaként részt vett az 1934-es olaszországi világbajnokságon. Tagja volt az 1936-os berlini olimpián részt vevő válogatott csapatnak.